# Mars-Rover

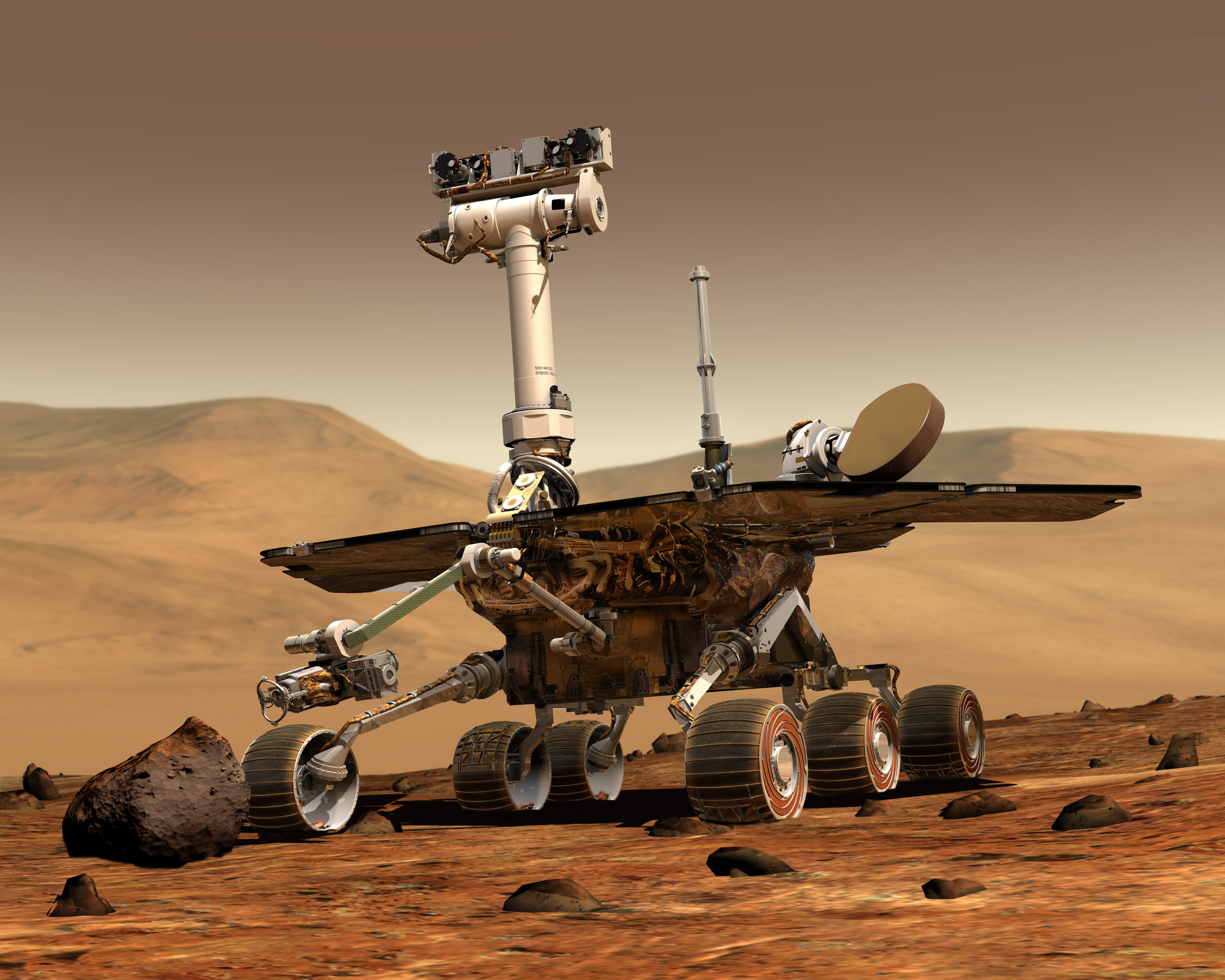
Spirit und Opportunity

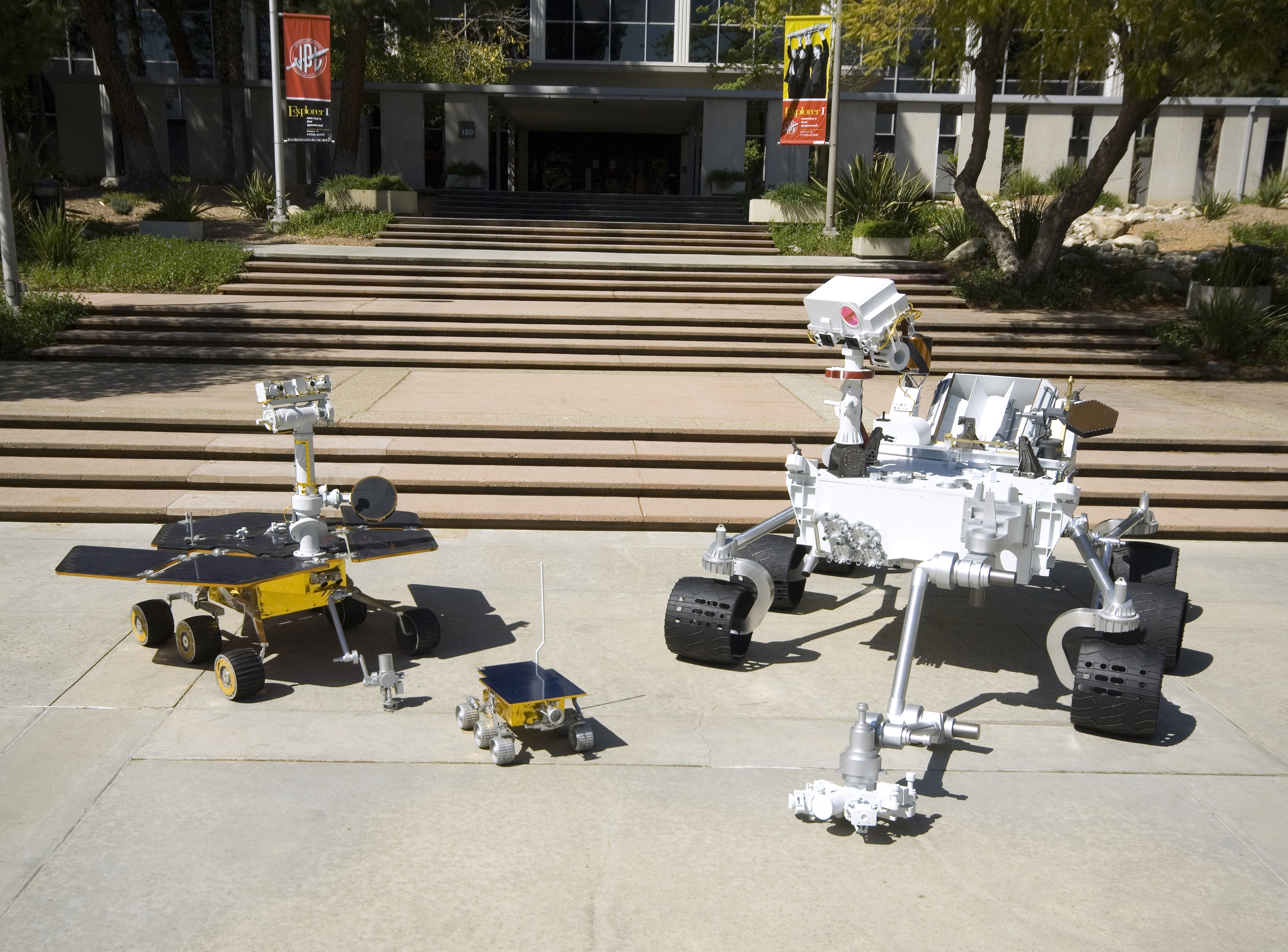
Modelle der ersten Marsrover im Größenvergleich: Spirit (links), Sojourner (Mitte) und Curiosity (rechts)

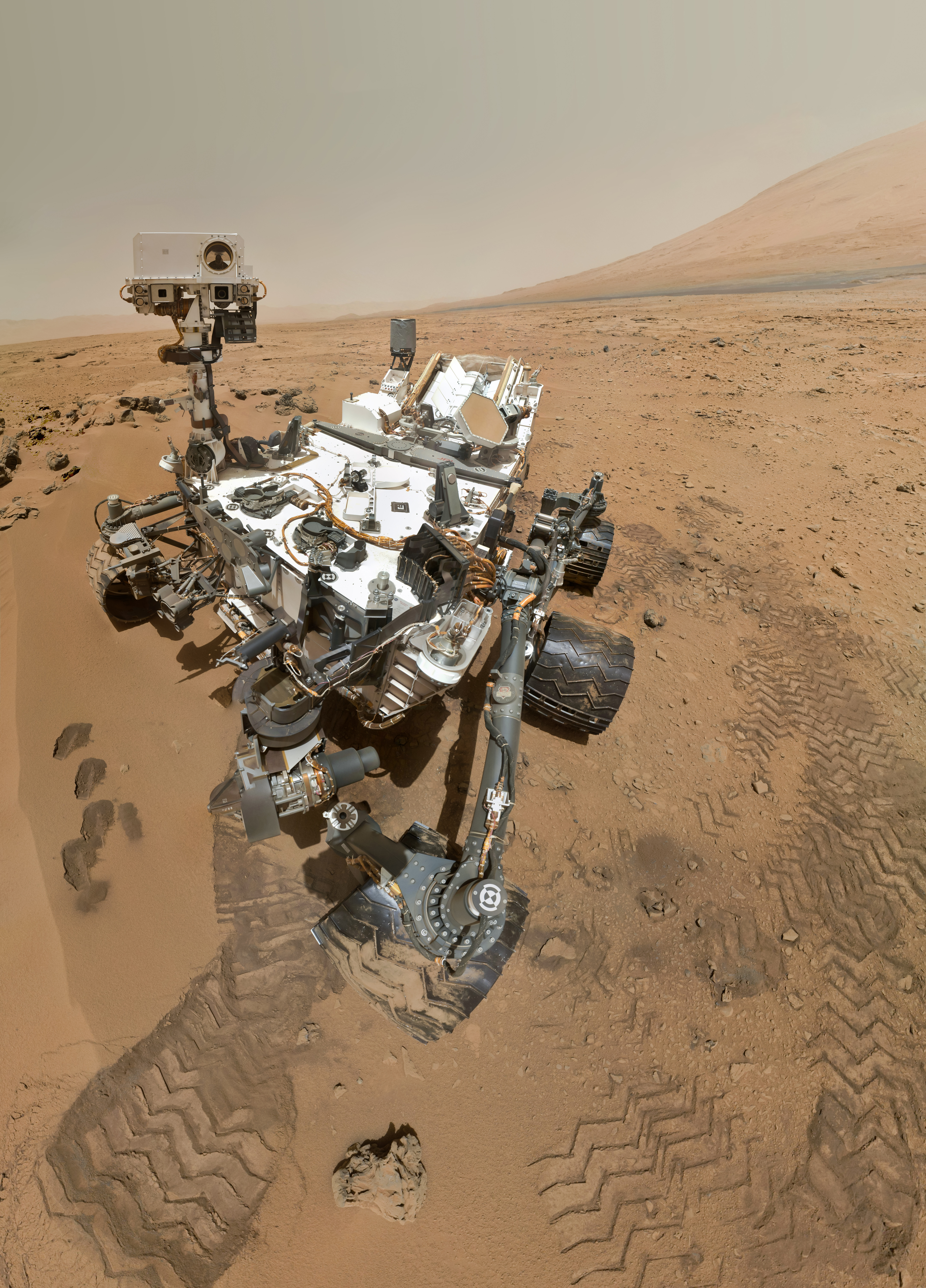
Curiosity auf dem Mars

Ein Mars-Rover ist ein ferngesteuertes Fahrzeug (siehe Rover) für die Marsforschung, welches mit verschiedenen Messgeräten und Werkzeugen ausgestattet ist. Mars-Rover werden per Funk von der Erde aus gesteuert. Sie haben aber zum Teil auch autonome Fähigkeiten und senden ihre Messergebnisse an die Erde zurück.
Während der gesamten Zeit der Erforschung des Planeten Mars gab es vier Mars-Rover, die ihre Primärmission erfolgreich abschließen konnten. Stand 2024 sind seit August 2012 bzw. Februar 2021 die von den USA gelandeten Rover Curiosity und Perseverance aktiv. Weitere Raumfahrtnationen die Rover auf die Marsoberfläche brachten waren die Sowjetunion sowie die Volksrepublik China. Die Europäischen Weltraumorganisation ESA plant eine Landung.

## Gestartete Mars-Rover
- Die Lander der sowjetischen Raumsonden Mars 2 und Mars 3 waren mit Mars-Rovern vom Typ PROP-M ausgerüstet. Die Landung von Mars 2 misslang am 27. November 1971, der Lander stürzte auf die Mars-Oberfläche. Die Landung von Mars 3 am 2. Dezember 1971 glückte, jedoch brach der Funkkontakt nach wenigen Sekunden ab, so dass auch hier der Rover nicht zum Einsatz kam.
- Sojourner, der erste erfolgreiche Mars-Rover, arbeitete im Rahmen des NASA-Programms Mars Pathfinder von 4. Juli bis 27. September 1997.
- Spirit und der baugleiche Mars-Rover Opportunity landeten im Januar 2004 auf dem Mars. Vom 22. März 2010 an konnte kein Kontakt mehr zum Rover Spirit hergestellt werden, weshalb die NASA am 25. Mai 2011 die Kontaktversuche einstellte. Dennoch sind der sechs Jahre dauernde Einsatz von Spirit und die Tatsache, dass Opportunity bis Juni 2018 voll funktionsfähig war, bemerkenswert, da die geplante Primärmissionsdauer der beiden Rover nur etwa drei Monate betrug.[1][2]
- Das Mars Science Laboratory Curiosity ist ein Mars-Rover der NASA. Der Start erfolgte am 26. November 2011. Die Marslandung glückte am 6. August 2012.
- Am 23. Juli 2020 startete die chinesische Sonde Tianwen-1 vom Kosmodrom Wenchang aus. Der Rover Zhurong landete am 15. Mai 2021 um 1 Uhr (MESZ) auf der Marsoberfläche.[3]
- Eine Woche nach Tianwen-1 startete eine US-amerikanische Mission mit dem Rover Perseverance.[4] Die Landung glückte am 18. Februar 2021. Teil dieser Mission ist erstmals auch eine Helikopterdrohne, die die Rovermission unterstützt.[5]

## Geplante Mars-Rover
- Rosalind Franklin ist ein Mars-Rover, der im Rahmen des ExoMars-Programms der Europäischen Weltraumorganisation ESA fertiggestellt wurde. Der Start wird für 2028 angestrebt.